# روجير حاجي محمد تقي
روجير حاجي محمد تقي (بالفارسية: روگير حاجي محمدتقي، تلفظ بالرومية [Rūgīr-e Ḩājjī Moḩammad Taqī] أيضا تعرف باسم [Rūgīr-e ’ājjī]) هي منطقة سكنية في محافظة فارس إيران التابعة لبلدة أشكنان مقاطعة لامرد.

## السكان
تقع هذه القرية في قسم كال وحسب تقديرات سنة 2006 كان مجموع عدد سكانها 199 نمسة يعيشون في 44 أسرة.